# 圣富瓦德隆加 (多尔多涅省)
圣富瓦德隆加（法語：Sainte-Foy-de-Longas）是法国多尔多涅省的一个市镇，属于贝尔热拉克区（Bergerac）圣阿尔韦尔县（Sainte-Alvère）。该市镇总面积16.18平方公里，2009年时的人口为236人。

## 人口
圣富瓦德隆加人口变化图示